# СВЛК-14С «Сумрак»
СВЛК-14С «Сумрак» (рос. Снайперская Винтовка Лобаева Крупнокалиберная; укр. Снайперська гвинтівка Лобаєва великокаліберна, «Сутінки»; англ. SVLK-14S Twilight) — наддальнобійна снайперська гвинтівка сімейства гвинтівок Лобаєва, розроблена в Росії 2012 року компанією Lobaev Arms.

## Виробництво
Виробник — ТОВ «Конструкторське бюро інтегрованих систем» (рос. ООО «Конструкторское бюро интегрированных систем»), місто Таруса, Калузька область, РФ.
Вартість екземпляру — ₽1,945 млн.

## Опис
Ствольна коробка виготовлена з алюмінієвого сплаву з різьбовою вставкою з високолегованої неіржавної сталі. Затвор виготовлений також із твердої нержавіючої сталі.
Модель має посилену багатошарову ложу з вуглепластику, кевлару та скловолокна і, на відміну від попередніх версій ложі, призначена для використання з потужними боєприпасами.
СВЛК-14С та її модифікації (СВЛК-14М з магазином на 5 набоїв) були створені для максимально точної стрільби на великі відстані потужними набоями .408 Chey Tac (10,36×77 мм).
Маса гвинтівки — 9,7 кг (за іншими даними 9,6 кг).

## Стрільба
«Сумрак» ефективний у діапазоні температур −35…+55 °C (за іншими даними −45…+65 °C).
За інформацією розробників, СВЛК-14С є найбільш далекобійною гвинтівкою у світі: рекорд влучання становить 4210 м (2017 рік), рекорд нічної стрільби (з нічним прицілом «Дедал-НВ») — п'ять пострілів у паперову нетеплоконтрастну мішень діаметром 50 см з відстані 2 км (2019 рік).
Для створення моделі використано групу затвора KING V3.0. Гвинтівка СВЛК-14С навмисно зроблена однозарядною, без магазина, для забезпечення найбільшої жорсткості конструкції та змінності калібрів (Chey Tac, Supermagnum, Magnum). Початкова швидкість кулі перевищує 900 м/с, а купчастість стрільби — 0,3 MOA/9 мм між центрами (5 пострілів на 100 м).

## Бойове застосування

### Російсько-українська війна
У липні 2022 року неназвані джерела в «силових структурах» РФ повідомили ТАСС про застосування СВЛК-14С у Київській і Харківській областях під час російського вторгнення в Україну. За словами джерела, гвинтівка показала свою недостатню ефективність через велику вартість боєприпасів, велику вагу та неможливість використання її далекобійності в умовах складного ландшафту.

## Характеристики
- Маса — 9,6 кг
- Довжина — 1570 мм
- Довжина ствола — 900 мм
- Ширина — 96 мм
- Висота — 175 мм
- Патрон — .408 Cheyenne Tactical (10,3×77 мм)
- Принцип роботи — поворотний затвор